# Darius Adamczyk
Darius Adamczyk, född 8 februari 1966, är en polskfödd amerikansk företagsledare som är styrelseordförande, president och VD för det multinationella konglomeratet Honeywell International, Inc sedan han efterträdde David M. Cote på positionerna.
Adamczyk har tidigare arbetat för General Electric Company, Booz Allen Hamilton och Ingersoll-Rand plc.
Han avlade kandidatexamen i elektroteknik och datavetenskap vid Michigan State University, en master i datavetenskap vid Syracuse University och en master of business administration vid Harvard University.